# 山内一郎
山内 一郎（やまのうち いちろう、1913年〈大正2年〉2月15日 - 2005年〈平成17年〉3月6日）は、日本の政治家、建設官僚。参議院議員（4期）。位階は従三位。勲等は勲一等

## 経歴
現在の福井県勝山市出身。姫路高等学校理科甲類卒業。1936年東京帝国大学工学部土木工学科を卒業し内務省に入省。 
1965年建設事務次官を経て第7回参議院議員通常選挙全国区に自由民主党から出馬し当選（連続4回）党内では宏池会（前尾－大平－鈴木－宮沢）に所属。
1977年参院選で地方区・福井県選挙区から鞍替え出馬し3選。
1980年7月鈴木善幸内閣で郵政大臣に就任。1984年春の叙勲で勲一等瑞宝章受章（勲六等からの昇叙）。1988年竹下執行部で党参議院議員会長に就任。1989年7月参院選で落選して引退。引退後も党紀委員会委員を歴任。
2005年3月6日、心室細動のため東京都の病院で死去、92歳。死没日をもって従六位から従三位に叙される。

## 選挙歴
| 当落                        | 選挙                     | 施行日        | 選挙区       | 政党       | 得票数  | 得票率 | 得票順位 /候補者数 | 比例区 | 比例順位 /候補者数 |
| --------------------------- | ------------------------ | ------------- | ------------ | ---------- | ------- | ------ | ------------------ | ------ | ------------------ |
| 当                          | 第7回参議院議員通常選挙  | 1965年7月4日  | 全国区       | 自由民主党 | 631,770 |        | 16/99              | -      | -                  |
| 当                          | 第9回参議院議員通常選挙  | 1971年6月27日 | 全国区       | 自由民主党 | 537,255 |        | 41/106             | -      | -                  |
| 当                          | 第11回参議院議員通常選挙 | 1977年7月10日 | 福井県地方区 | 自由民主党 | 220,399 | 49.9   | 1/3                | -      | -                  |
| 当                          | 第13回参議院議員通常選挙 | 1983年6月26日 | 福井県選挙区 | 自由民主党 | 188,838 | 55.1   | 1/4                | -      | -                  |
| 落                          | 第15回参議院議員通常選挙 | 1989年7月23日 | 福井県選挙区 | 自由民主党 | 205,668 | 46.7   | 2/3                | -      | -                  |
| 当選回数4回 （参議院議員4） |                          |               |              |            |         |        |                    |        |                    |